# Воскресенское (Островский район)
Воскресенское — село в Островском районе Костромской области. Входит в состав Клеванцовского сельского поселения.

## География
Село расположено в южной части области на расстоянии примерно в 11 километрах по прямой к востоку от районного центра посёлка Островское.
Часовой пояс
Село Воскресенское как и вся Костромская область, находится в часовой зоне МСК (московское время). Смещение применяемого времени относительно UTC составляет +3:00.

## Население
| 2008 | 2010 | 2014 |
| ---- | ---- | ---- |
| 276  | ↘233 | ↗272 |

Национальный состав
Согласно результатам переписи 2002 года, в национальной структуре населения русские составляли 98 % из 298 чел..